# Thomas Enevoldsen
Thomas Enevoldsen (ur. 27 lipca 1987 roku w Aalborgu) – piłkarz pochodzący z Danii, zawodnik drużyny Orange County SC i reprezentant Danii. Występuje na pozycji napastnika.

## Kariera klubowa
Duński pomocnik jest wychowankiem miejscowego klubu, Aalborgu, w którym występuje od roku 2005.
Enevoldsen gra w drużynie z numerem 23. Do tej pory największym osiągnięciem zawodnika było wywalczenie mistrzostwa Danii wraz z Aalborgiem w sezonie 2007/2008. W tym samym sezonie piłkarz został wybrany piłkarzem miesiąca w marcu, dzięki czemu przez cały kwiecień mógł używać Mercedesa SL 500 za darmo. Enevoldsen w czasie swojej wieloletniej kariery zaliczył w barwach Aalborgu ponad 100 występów, strzelając 11 bramek. W pierwszej lidze duńskiej wystąpił 72 razy, zdobywając 6 goli. W sierpniu 2009 przeszedł do holenderskiego zespołu FC Groningen. W 2013 roku został zawodnikiem KV Mechelen. W 2014 został wypożyczony do Aalborga, a w 2015 przeszedł tam na stałe. W 2017 trafił do NAC Breda, a w 2018 do Orange County SC.

## Kariera reprezentacyjna[4]
Zawodnik Aalborgu występował w czterech młodzieżowych reprezentacjach kraju. Reprezentował kadry Danii do lat 18, 19, 20 i 21. Łącznie wystąpił w 26 spotkaniach, nie trafiając do siatki przeciwnika ani razu.

## Osiągnięcia
- Mistrzostwo Danii z Aalborgiem - 2007/2008
- Piłkarz Marca w Danii - 2008
- Faza grupowa Ligi Mistrzów z Aalborgiem - 2008/2009